# 法拉·博伐迪妮
法拉·博伐迪妮（法語：Farah Boufadene，1999年3月11日—）是一名擁有法國與阿爾及利亞雙重國籍的體操運動員，專攻競技體操項目。她曾獲得非洲運動會女子跳馬和高低槓冠軍。

## 外部連結
- FIG[永久]